# 泰希兰
泰希兰（德語：Teichland）是德国勃兰登堡州的市镇，隶属于施普雷-奈瑟县，总面积为35.17平方千米，截至2023年12月31日总人口为1,079人。